# Нью-Ганновер Тауншип (Нью-Джерсі)
Нью-Ганновер Тауншип (англ. New Hanover Township) — селище (англ. township) в США, в окрузі Берлінгтон штату Нью-Джерсі. Населення — 6367 осіб (2020).

## Демографія
Згідно з переписом 2010 року, у селищі мешкало 7385 осіб у 551 домогосподарстві у складі 441 родини. Було 613 помешкання
Расовий склад населення:
| - 54,1 % — білих - 33,6 % — чорних або афроамериканців - 2,0 % — азіатів - 0,6 % — корінних американців - 0,1 % — вихідців з тихоокеанських островів - 6,2 % — осіб інших рас |

До двох чи більше рас належало 3,4 %. Частка іспаномовних становила 21,0 % від усіх жителів.
За віковим діапазоном населення розподілялося таким чином: 7,9 % — особи молодші 18 років, 88,4 % — особи у віці 18—64 років, 3,7 % — особи у віці 65 років та старші. Медіана віку мешканця становила 41,1 року. На 100 осіб жіночої статі у селищі припадало 624,0 чоловіків;  на 100 жінок у віці від 18 років та старших — 830,1 чоловіків також старших 18 років.
Середній дохід на одне домашнє господарство  становив 95 348 доларів США (медіана — 81 500), а середній дохід на одну сім'ю — 103 124 долари (медіана — 84 740). Медіана доходів становила 24 652 долари для чоловіків та 45 625 доларів для жінок. За межею бідності перебувало 5,6 % осіб, у тому числі 8,0 % дітей у віці до 18 років та 0,0 % осіб у віці 65 років та старших.
Цивільне працевлаштоване населення становило 997 осіб. Основні галузі зайнятості: освіта, охорона здоров'я та соціальна допомога — 20,8 %, мистецтво, розваги та відпочинок — 16,1 %, публічна адміністрація — 11,2 %, фінанси, страхування та нерухомість — 9,1 %.